# Muricea ramosa
Muricea ramosa är en korallart som först beskrevs av Thomson och Simpson 1909.  Muricea ramosa ingår i släktet Muricea och familjen Plexauridae. Inga underarter finns listade i Catalogue of Life.